# دختر علوم تحقیقات
دختر علوم تحقیقات با نام احتمالی آهو دریایی دانشجوی دختر دانشگاه آزاد اسلامی واحد علوم و تحقیقات تهران است. موضوع دخالت مأموران حراست دانشگاه در نحوهٔ پوشش فردیِ وی و اعتراضِ وی به این موضوع، موجب واکنش مردم به این رخداد و موضوع حجاب اجباری در سطح جامعه شد. در تاریخ ۱۲ آبان ۱۴۰۳ در دانشگاه آزاد اسلامی واحد علوم و تحقیقات تهران، مأموران حراست و بسیج دانشگاه با زور قصد داشتند این دختر دانشجو را به بهانه حجاب و نداشتن مقنعه به داخل اتاقک حراست ببرند، اما با مقاومت و اعتراض او، لباسش (هودی مانند) از تنش کنده شد و زیر هودی چیزی جز لباس زیر بر تن او نبود؛ به همین علت مأموران حراست شوکه شده و رهایش کردند. پس از این ماجرا و نیمه برهنه شدنِ بالاتنه‌اش در طی درگیری، دختر از فرط عصبانیت شلوارش را هم درآورد و به سمت مأموران پرتاب کرد و نیمه برهنه شد و همین موضوع باعث دستگیری خشونت‌آمیز وی شد. مسئولان دانشگاه با تکذیب برخورد فیزیکی با این دانشجو، مدعی اختلال روانی وی شدند.
در رسانه‌های وابسته به حکومت، برهنه شدن او به «اختلال روانی» تعبیر شده است و سخنگوی دولت ادعا کرد موضوع دختر علوم و تحقیقات، امنیتی نیست. این در حالی است که شمار زیادی از کاربران فضای مجازی، اقدام این زن را به مثابه «یک حرکت اعتراضی شجاعانه» ارزیابی کرده‌اند. 
بنا به ادعای سخنگوی قوه قضاییه آهو دریایی در حوالی ۲۹ آبان بدون تشکیل پرونده‌ در دستگاه قضایی آزاد شد.

## دستگیری
دستگیری وی با یک خودرو پراید با پلاک شخصی و توسط سه نفر مأمور لباس شخصی صورت گرفت. وی پس از دستگیری توسط پلیس به دستور اطلاعات سپاه به بیمارستان روان‌پزشکی ایران واقع در جاده مخصوص منتقل شده و تحت نظر پزشک و روان‌پزشک قرار گرفت.
امیر محجوب، مدیر روابط عمومی دانشگاه آزاد در شبکه ایکس (توییتر) بدون ذکر دلیل تنش بین این دانشجو و حراست دانشگاه آزاد و برخورد حراست با او بیان کرد که «انگیزه عمل و دلایل اقدام این دانشجو در دست بررسی است» اما در همان مطلب ادعا کرد که «در کلانتری و با بررسی تیم‌های پزشکی مشخص شد که وی تحت فشار روحی شدید و دارای اختلالات روان بوده است.»
خبرنامه امیرکبیر نام این دختر را آهو دریایی ۳۰ ساله و دانشجوی ترم ۷ زبان فرانسه دانشگاه آزاد واحد علوم تحقیقات معرفی کرد.
به ادعای رسانه‌های وابسته به جمهوری اسلامی ایران در یک فیلم منتشر شده که فرد صورتش را تار و غیرقابل مشاهده کرده است و خودش را همسر آهو دریایی معرفی می‌کند از «مردم» می‌خواهد فیلم همسرش را انتشار ندهند چراکه مادر ۲ کودک است و با آبروی وی بازی می‌شود.

## واکنش‌ها
در اعتراض به بازداشت دختر دانشجوی واحد علوم و تحقیقات، صدها تن از ایرانیان و فرانسویان ۱۵ آبان ۱۴۰۳ در مرکز پاریس، مقابل عمارت معروف پانتئون در نزدیکی دانشگاه سوربن گرد هم آمدند و با سر دادن شعار و ایراد سخنرانی از این زن و به‌طور کلی از مقاومت زنان ایرانی در برابر فشار و سرکوب حمایت کردند. این تجمع در پی فراخوان چندین انجمن سیاسی و مدنی فرانسوی و ایرانی-فرانسوی، کنشگران حقوق زنان، انجمن «فمن»، سندیکاهای معروف همچون «س‌ژت» و برخی دیگر از سازمان‌های مردم‌نهاد فرانسه برگزار شد.
- سازمان عفو بین‌الملل در شبکه اجتماعی «ایکس» از مقامات جمهوری اسلامی ایران خواست که «فوراً و بدون قید و شرط» این دانشجوی دانشگاهی را آزاد کنند.[۵]
- مهدیه گلرو در این مورد نوشت: «دختر علوم و تحقیقات اسم ندارد، نامش زن‌بودن در ایران است، نامش نیکا، سارینا و حدیث است. نامش زن، زندگی، آزادی ست.»[۵]
- گزارشگر ویژه سازمان ملل (مای ساتو) در مورد وضعیت حقوق بشر ایران اعلام کرد که موضوع دختری که در اعتراض به حجاب اجباری در دانشگاه علوم و تحقیقات تهران لباس از تن درآورد را به دقت زیر نظر دارد.[۱۶] او همچنین با بازنشر ویدئویی که حضور اعتراضی این زن با لباس زیر در محوطه دانشگاه را نشان می‌دهد، شامگاه شنبه ۱۲ آبان در شبکه اجتماعی ایکس نوشت: «من این حادثه، و همچنین پاسخ مقام‌های ایران، را به دقت رصد خواهم کرد».[۱۶]
- کتایون ریاحی —بازیگر سینمای ایران— که خود در دوران زمان خیزش «زن، زندگی، آزادی» با برداشتن حجاب اجباری از معترضان حمایت کرده و با فشار نیروهای امنیتی نظام جمهوری اسلامی مواجه شده بود، در حساب اینستاگرام خود با انتشار عکس برهنه این دختر در این اقدام اعتراضی نوشت: یکدیگر را تنها نمی‌گذاریم.[۱۷]